# Stenotritus elegantior
Stenotritus elegantior là một loài ong trong họ Stenotritidae. Loài này được Cockerell miêu tả khoa học đầu tiên năm 1921.